# Lepidochrysops kitale
Lepidochrysops kitale är en fjärilsart som beskrevs av Henry Stempffer 1936. Lepidochrysops kitale ingår i släktet Lepidochrysops och familjen juvelvingar. IUCN kategoriserar arten globalt som livskraftig. Inga underarter finns listade i Catalogue of Life.